# Luton Town Football Club 2019-2020
Questa voce raccoglie le informazioni riguardanti il Luton Town Football Club nelle competizioni ufficiali della stagione 2019-2020.

## Maglie e sponsor[1]
| Casa | Trasferta | Terza divisa |

Sponsor ufficiale: Indigo Residential
Fornitore tecnico: Puma

## Rosa
| N. |                        | Ruolo | Calciatore       |
| -- | ---------------------- | ----- | ---------------- |
| 1  | Rep. Ceca (bandiera)   | P     | Marek Štěch      |
| 2  | Inghilterra (bandiera) | D     | Martin Cranie    |
| 3  | Inghilterra (bandiera) | D     | Dan Potts        |
| 4  | Inghilterra (bandiera) | C     | Ryan Tunnicliffe |
| 5  | Inghilterra (bandiera) | D     | Sonny Bradley    |
| 6  | Inghilterra (bandiera) | D     | Matty Pearson    |
| 7  | Inghilterra (bandiera) | C     | Callum McManaman |
| 8  | Inghilterra (bandiera) | C     | Luke Berry       |
| 9  | Inghilterra (bandiera) | A     | Danny Hylton     |
| 10 | Inghilterra (bandiera) | A     | Elliot Lee       |
| 11 | Scozia (bandiera)      | C     | Andrew Shinnie   |
| 12 | Croazia (bandiera)     | P     | Simon Sluga      |
| 14 | Inghilterra (bandiera) | A     | Harry Cornick    |
| 15 | Inghilterra (bandiera) | C     | Jake Jervis      |
| 16 | Irlanda (bandiera)     | D     | Glen Rea         |

| N. |                         | Ruolo | Calciatore        |
| -- | ----------------------- | ----- | ----------------- |
| 17 | Inghilterra (bandiera)  | C     | Pelly Ruddock     |
| 19 | Irlanda (bandiera)      | A     | James Collins     |
| 20 | Inghilterra (bandiera)  | C     | George Moncur     |
| 22 | Inghilterra (bandiera)  | C     | Luke Bolton       |
| 23 | Inghilterra (bandiera)  | D     | Brendan Galloway  |
| 24 | Inghilterra (bandiera)  | A     | Isaiah Brown      |
| 25 | RD del Congo (bandiera) | C     | Kazenga LuaLua    |
| 26 | Inghilterra (bandiera)  | D     | James Bree        |
| 28 | Inghilterra (bandiera)  | D     | Lloyd Jones       |
| 29 | Inghilterra (bandiera)  | C     | Jacob Butterfield |
| 36 | Inghilterra (bandiera)  | P     | James Shea        |
| 37 | Inghilterra (bandiera)  | D     | Frankie Musonda   |
| 40 | Inghilterra (bandiera)  | P     | Harry Isted       |
| 44 | Irlanda (bandiera)      | D     | Alan Sheehan      |